# Platygaster anura
Platygaster anura är en stekelart som beskrevs av Fouts 1925. Platygaster anura ingår i släktet Platygaster och familjen gallmyggesteklar. Inga underarter finns listade i Catalogue of Life.